# Travis Parrott
Travis Parrott (Portland, 16 augustus 1980) is een Amerikaans tennisser.

## Loopbaan
Parrott is prof sinds 2003. Hij is alleen actief in het dubbelspeltennis en won drie ATP-toernooien en stond in nog zes finales. Tevens won Parrott met partner Carly Gullickson de gemengddubbelspeltitel op de US Open in 2009 door in de finale de titelverdedigers Cara Black en Leander Paes met 6-2. 6-4 te verslaan.

## Palmares
| Legenda                       | Legenda               |
| ----------------------------- | --------------------- |
| Grand Slam                    |                       |
| Olympische Spelen             |                       |
| tot 2009                      | vanaf 2009            |
| Tennis Masters Cup            | ATP Finals            |
| ATP Masters Series            | ATP Tour Masters 1000 |
| ATP International Series Gold | ATP Tour 500          |
| ATP International Series      | ATP Tour 250          |

### Dubbelspel
| Nr.                          | Datum            | Toernooi          | Ondergrond    | Partner               | Tegenstanders in finale              | Score               | Details |
| ---------------------------- | ---------------- | ----------------- | ------------- | --------------------- | ------------------------------------ | ------------------- | ------- |
| Gewonnen finales herendubbel |                  |                   |               |                       |                                      |                     |         |
| 1.                           | 2 augustus 2003  | ATP Los Angeles   | Hardcourt     | Jan-Michael Gambill   | Joshua Eagle Sjeng Schalken          | 6–4, 3–6, 7–5       | Details |
| 2.                           | 29 juli 2007     | ATP-Indianapolis  | Hardcourt     | Juan Martín del Potro | Teimuraz Gabashvili Ivo Karlović     | 3-6 6-2 [10-6]      | Details |
| 3.                           | 7 juli 2008      | ATP St-Petersburg | Hardcourt (i) | Filip Polášek         | Rohan Bopanna Maks Mirni             | 3-6, 7-6(4), [10-8] | details |
| Verloren finales herendubbel |                  |                   |               |                       |                                      |                     |         |
| 1.                           | 22 augustus 2004 | ATP Wasthinton    | Hardcourt     | Dmitri Toersoenov     | Chris Haggard Robbie Koenig          | 6-7, 1-6            | Details |
| 2.                           | 10 juli 2005     | ATP Newport       | Gras          | Graydon Oliver        | Jordan Kerr Jim Thomas               | 6-7(5), 6-7(5)      | Details |
| 3.                           | 20 april 2008    | ATP Valencia      | Gravel        | Filip Polášek         | Maximo González Juan Mónaco          | 5-7, 5-7            | details |
| 4.                           | 10 augustus 2008 | ATP Los Angeles   | Hardcourt     | Dušan Vemić           | Rohan Bopanna Eric Butorac           | 6-7(5), 6-7(5)      | details |
| 5.                           | 22 februari 2009 | ATP Memphis       | Hardcourt     | Filip Polášek         | Mardy Fish & Mark Knowles            | 6-7(7), 1-6         | details |
| 6.                           | 19 juni 2009     | ATP Eastbourne    | Gras          | Filip Polášek         | Mariusz Fyrstenberg Marcin Matkowski | 4-6, 4-6            | details |

## Prestatietabel
| Legenda | Legenda                          |
| ------- | -------------------------------- |
| g.t.    | geen toernooi gehouden           |
| l.c.    | lagere categorie                 |
| –       | niet deelgenomen                 |
| G       | uitgeschakeld in de groepsfase   |
| 1R      | uitgeschakeld in de eerste ronde |
| 2R      | uitgeschakeld in de tweede ronde |
| 3R      | uitgeschakeld in de derde ronde  |
| 4R      | uitgeschakeld in de vierde ronde |
| KF      | uitgeschakeld in de kwartfinale  |
| HF      | uitgeschakeld in de halve finale |
| F       | de finale verloren               |
| W       | het toernooi gewonnen            |
| w-v     | winst/verlies-balans             |

### Prestatietabel grand slam, dubbelspel
| Toernooi        | 2003 | 2004 | 2005 | 2006 | 2007 | 2008 | 2009 | 2010 | 2011 |
| --------------- | ---- | ---- | ---- | ---- | ---- | ---- | ---- | ---- | ---- |
| Australian Open | –    | –    | 3R   | 3R   | 2R   | –    | 2R   | 1R   | 1R   |
| Roland Garros   | –    | 1R   | 1R   | 3R   | 1R   | 1R   | 3R   | –    | –    |
| Wimbledon       | –    | 3R   | 2R   | 1R   | 2R   | 3R   | 2R   | –    | –    |
| US Open         | 1R   | KF   | 2R   | 2R   | 2R   | 1R   | 1R   | 1R   | 1R   |